# Muzea o tematyce seksualnej
Muzea o tematyce seksualnej – to muzea tematyczne skupiające się na gromadzeniu, badaniu, opiece i prezentowaniu sztuki erotycznej, akcesoriów erotycznych o historycznej wartości, dokumentów dotyczących historii seksualności. Zaliczyć do nich można muzea seksu, muzea erotyki, muzea erotyzmu, muzea związków, muzea pornografii itp. Najstarszym i działającym do dziś muzeum o tematyce seksualnej jest Sex Museum w Amsterdamie (1985).

## Muzea o tematyce seksualnej na świecie

### Europa
- Sexmuseum w Amsterdamie[1] (Venustempel) - otwarte w 1985 r., funkcjonuje do dziś
- Erotic Art Museum w Hamburgu[2] - otwarte w 1992 r., zamknięte w 2007 r.
- Museum Erotica w Kopenhadze[3] - otwarte w 1992 r., zamknięte w 2009 r.
- Beate Uhse Erotic-Museum w Berlinie[4] - otwarte w 1996 r., funkcjonuje do dziś
- Amora - The Academy os Sex & Relationships w Londynie[5] - 2007-2008 działało w Londynie, 2009-2011 działa w Berlinie
- Museum de'l Erotica w Barcelonie[6] - powstało w 1996 r., funkcjonuje do dziś
- Museum of Porn in Art w Zurychu[7]
- Musee de l'Erotisme w Paryżu[8] - otwarte w 1997 r., funkcjonuje do dziś
- Muzeum Erotyki w Warszawie[9] - otwarte w 2011 r.

## Online
- The Venusberg Erotic Art-Museum - powstało w 1997 r.[potrzebny przypis]
- DMK Erotic Art Museum
- Wirtualne Muzeum Sztuki Erotycznej - powstało w 2008 r.[10]